# 滋野井教国
滋野井 教国（しげのい のりくに、永享7年（1435年） - 明応9年（1500年）12月22日）は、室町時代中期の公卿。

## 官歴
- 文安元年（1444年）：従五位上、侍従
- 文安5年（1448年）：右少将
- 宝徳元年（1449年）：従四位下
- 宝徳4年（1452年）：従四位上
- 享徳元年（1452年）：左中将
- 享徳2年（1453年）：正四位下
- 康正2年（1456年）：備前権介、蔵人頭
- 長禄2年（1458年）：従三位、参議
- 長禄3年（1459年）：信濃権守
- 文正元年（1466年）：正三位、遠江権守
- 文明2年（1475年）：従二位
- 長享元年（1487年）：権中納言
- 延徳2年（1490年）：正二位
- 明応2年（1493年）：兵部卿

## 系譜
- 父：滋野井実益
- 養子：滋野井季国